# شهرستان هریسون (میزوری)
شهرستان هریسون، میزوری (به انگلیسی: Harrison County, Missouri) یک شهرستان در ایالات متحده آمریکا است که در میزوری واقع شده‌است.